# 126. pehotni polk (Italija)
126. pehotni polk La Spezia (izvirno italijansko 126º Reggimento fanteria) je bil pehotni polk Kraljeve italijanske kopenske vojske.

## Zgodovina
Med prvo svetovno vojno je bil polk nastanjen na soški fronti, Makedonije in Malti ter med drugo svetovno vojno v Severni Afriki.